# Eugene List

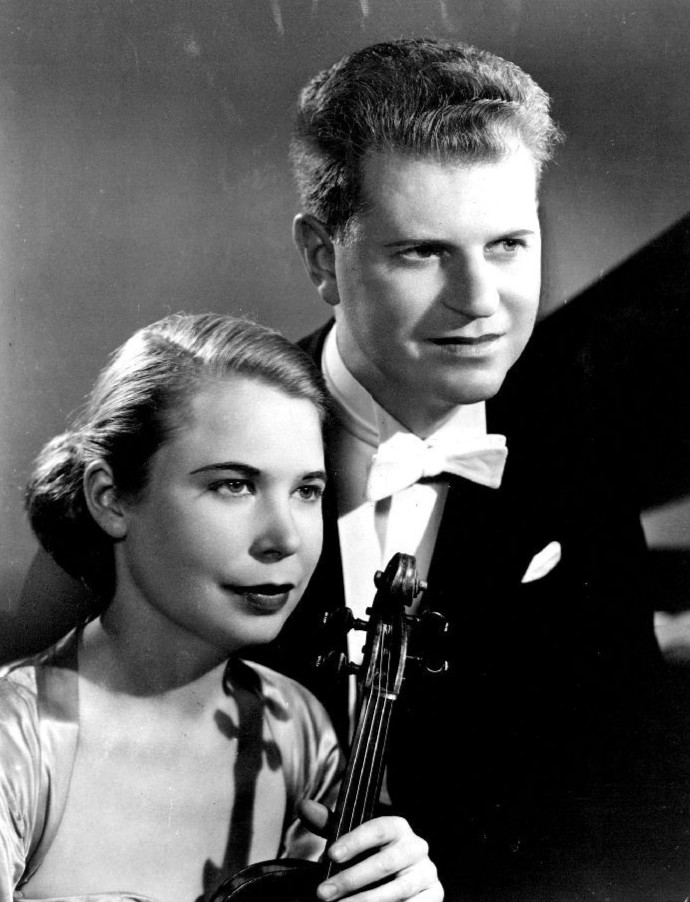
Eugene List mit seiner Ehefrau Carroll Glenn (1953)

Eugene List (* 6. Juli 1918 in Philadelphia, Vereinigte Staaten; † 1. März 1985 in New York City, Vereinigte Staaten) war ein US-amerikanischer Pianist, Musikpädagoge und Hochschullehrer. Als Pianist trat er häufig gemeinsam mit seiner Ehefrau, der bekannten Violinistin Carroll Glenn, auf.

## Leben

### Kindheit und Ausbildung
Eugene List wurde in Philadelphia als Sohn ukrainischer Immigranten geboren. Die Familie zog nach Lists Geburt in der Gegend von Los Angeles, wo sein Vater als Sprachlehrer an einer staatlichen Schule Anstellung fand. List erhielt Klavierunterricht und entpuppte sich als musikalisches Wunderkind. Mit 12 Jahren konzertierte er mit den Los Angeles Philharmonikern unter dem Dirigat von Leopold Stokowski und brachte das 3. Klavierkonzert von Beethoven zum Vortrag. Ein Stipendium ermöglichte List von 1932 bis 1934 den Besuch des Konservatoriums Philadelphia, wo er intensiv mit Olga Samaroff arbeitete. Anschließend wechselte er an die Juilliard School in New York City, wiederum in die Klasse von Samaroff.

### Karrierebeginn
Landesweit bekannt wurde List mit 16 Jahren, als er als Solist am 12. Dezember 1934 mit dem Philadelphia Orchestra unter Stokowski in den Vereinigten Staaten das im Vorjahr komponierte Klavierkonzert Nr. 1 in c-Moll op. 35 von Schostakowitsch uraufführte. Eine Woche später trat er mit demselben Werk mit den New Yorker Philharmonikern unter Otto Klemperer in der Town Hall auf und debütierte in der Carnegie Hall. Fortan gehörte der Klaviervirtuose zur nationalen Pianistenszene, konzertierte regelmäßig auf US-amerikanischen Bühnen und erhielt überragende Kritiken. Olin Downes von der New York Times bescheinigte den Interpretationen 1940 Leidenschaftlichkeit. List spiele mit Feuer, romantischen Impulsen und Jugendlichkeit – „hülle sein Herz um jede Note und habe den sicheren Instinkt eines Künstlers, der geboren wurde, um sich durch sein Instrument auszudrücken“.

### Militärzeit

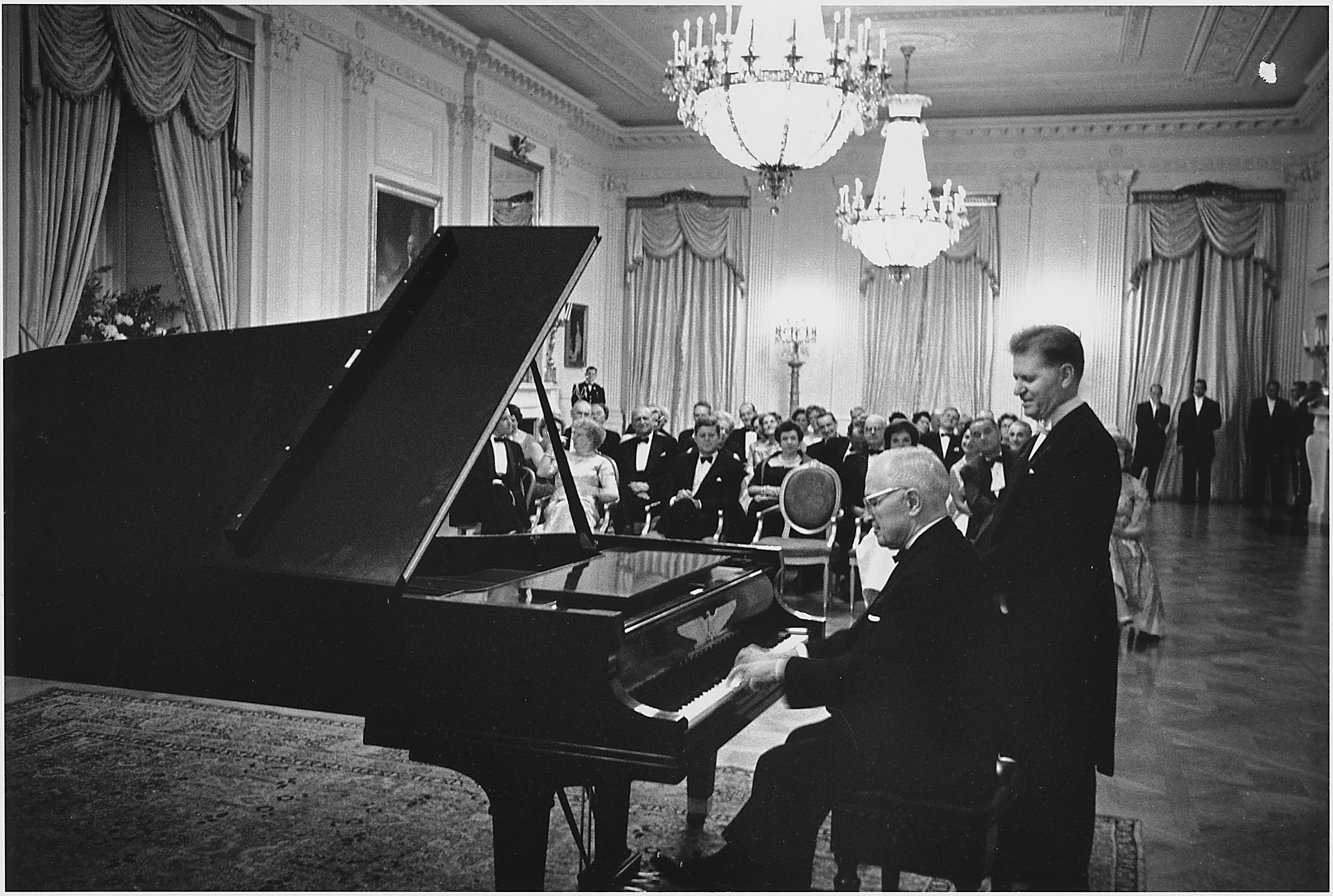
President Truman & List (1961)

Am 1. März 1942 wurde List zur US-Armee einberufen, zuerst war er dem Hafen-Transportkorps in Brooklyn zugeteilt, ein Jahr später wechselte er in die Special Services Division – die Entertainment-Abteilung der US-Streitkräfte. List trat nicht nur bei Armee-Konzerten, sondern auch bei zivilen Musikveranstaltungen in Uniform auf. Die Medien berichteten umfänglich über den virtuosen Vorzeige-Soldaten und das öffentliche Interesse weitete sich auf das Privatleben des Pianisten aus. Die New York Times berichtete ausführlich über seine Eheschließung mit der US-amerikanischen Geigerin Carroll Glenn 1943. Nach dem VE-Day wurde List nach Paris zur Unterstützung des Seventh Army Symphony Orchestras abkommandiert und anschließend zur Gestaltung des musikalischen Programms der Potsdamer Konferenz eingeladen. Staff Sergeant List erwarb sich durch seine dortigen Auftritte Harry S. Trumans Anerkennung, galt infolge als dessen „inoffizieller Hof-Pianist“ und war bis in die Ära Jimmy Carters regelmäßiger Gast im Weißen Haus.
Lists Militärzeit hatte seiner Karriere deutlichen Auftrieb gegeben, seine Konzerte wurden landesweit und nach Übersee ausgestrahlt. Er nahm Tonträger auf und 1946, nach dem Ende seiner Militärzeit, bekam der gutaussehende Pianist eine Filmrolle in der Komödie The Bachelor’s Daughters.

### Internationale Anerkennung
In den Folgejahren tourte List zusammen mit seiner Frau regelmäßig durch die Vereinigten Staaten und Europa. Zu ihrem Repertoire gehörten neben den Klassikern vor allem Werke von Edward MacDowell und George Gershwin. Lists Vorliebe für wenig aufgeführte Komponisten zeigte sich schon 1942, als er erstmals das 1. Klavierkonzert von Carlos Chávez Ramírez mit den New Yorker Philharmonikern dem US-amerikanischen Publikum vorstellte. 1956 nahm List als erster Musiker Louis Moreau Gottschalks Kompositionen auf Tonträger auf, die Einspielung wurde 2008 von Vanguard Records digitalisiert neu aufgelegt. List konzertierte oftmals mit dem Werken Gottschalks bei sogenannten „Monster-Konzerten“, in denen unter seiner Anleitung zum Beispiel Gottschalks Transkription von Rossinis Wilhelm Tell zu zehn Klavieren, vierhändig bespielt, zum Vortrag gebracht wurde. List, ein „glühender“ Gottschalk-Verehrer, ermöglichte durch eine Spende der New York Public Library den Ankauf bisher unbekannter Werke Gottschalks und stellte eine Auswahl daraus mit dem New Orleans Symphony Orchestra 1969 dem US-amerikanischen Publikum vor.
1946 begann List zusammen mit seiner Frau an der Eastman School of Music in Rochester zu unterrichten, deren Klavierfakultät er bis 1975 leitete. Später unterrichtete er an der New York University und an der Carnegie Mellon University in Pittsburgh und war als Juror bei renommierten internationalen Klavierkonkurrenzen – u. a. beim Tschaikowski-Wettbewerb in Moskau – tätig.
List, Steinway & Sons-Artist, konzertierte regelmäßig bis zu seinem Lebensende mit einem weitläufigen Repertoire von Mozart bis zur Moderne. Er legte eine umfängliche Diskografie vor, die neben Solo-Einspielungen auch Aufnahmen mit den Stuttgarter Philharmonikern, den Berliner Symphonikern, dem Westfälischen Sinfonieorchester, dem Wiener Staatsopernorchester, dem Wiener Kammerorchester und dem Tonkünstler-Orchester Niederösterreich sowie dem Tschaikowsky-Symphonieorchester des Moskauer Rundfunks umfasst. Daneben interessierte sich List vor allem für die Weiterentwicklungen des Jazz und äußerte dazu: „Bebop verhält sich zum Jazz […] wie Atonalität zur Klassik. Er beinhaltet die weitläufigen Harmonien des Jazz, ist aber mehr intellektuell als emotional. Ich mag es. Ich wünschte, ich könnte erstklassigen Bebop spielen.“
List starb 1985, zwei Jahre nach dem krankheitsbedingten Tod seiner Frau, 66-jährig in seinem Haus in New York City nach einem Treppensturz.